# Peire Pelissier
Peire Pelissier o Pelisiers o Pelissier o Pélissier o Enpelicier o Pelizer o Pelizier (fl. 1180-1245) è stato considerato un trovatore o forse giullare occitano originario di Martel, ma con tutta probabilità è identificabile con Peire Vidal.

## Biografia
Dalla vida sappiamo che
            Al Dalfin man q'estei dins son hostal

Lo Dalfins respondet a Peire Pelisier vilanamen e con iniquitat:

            Vilan cortes, c'avez tot mes a mal
            Consiglio a Dalfi di starsene a casa sua

Dalfi rispose a Peire Pelisier villanamente e con alterigia:

            Vile cortigiano, che avete mandato tutto in malora.
Oltre alla cobla scambiata con Dalfi d'Alvernia, Pelissier fece un partimen (En Pelizier cauzetz de tres lairos ) con Blacatz